# Felipa Palacios
Felipa Palacios, född 1 december 1975, är en friidrottare från Colombia. Hon deltog vid olympiska sommarspelen 1996, olympiska sommarspelen 2000 och olympiska sommarspelen 2004.